# Selikumer Park

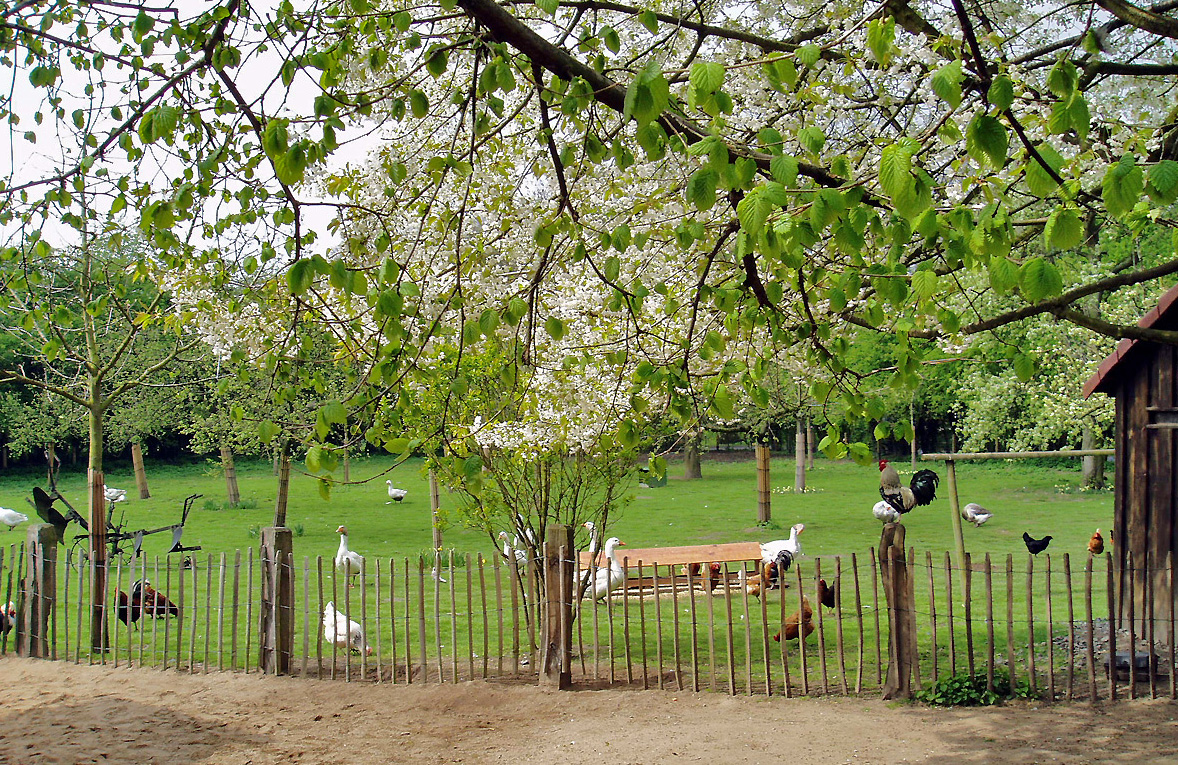
Der zum Park gehörende Kinderbauernhof im Frühling

Der Selikumer Park ist eine Parkanlage im Ortsteil Selikum von Neuss westlich des Schlosses Reuschenberg. Zu den Sehenswürdigkeiten zählen neben der Erft eine Baumsammlung, der 1978 eingerichtete Kinderbauernhof Neuss und das Wildgehege Selikum mit einem Rudel Damwild. 

## Arboretum
Die Baumsammlung (Arboretum) entstand 1955 auf Initiative von Heinrich de Cleur (1907–1991). Angepflanzt sind unter anderem Mammutbaum, Eisenholzbaum, Tulpenbaum und Taschentuchbaum, die vor 60 bis 2,4 Millionen Jahren auch in der Region heimisch waren. Zu den weiteren vorgestellten Gehölzen zählen Amberbaum, Sumpfzypresse, Fächerblattbaum und Chinesisches Rotholz.